# Herb gminy Szaflary
Herb gminy Szaflary – jeden z symboli gminy Szaflary, ustanowiony 29 grudnia 2003.

## Wygląd i symbolika
Herb przedstawia na tarczy w polu czerwonym po prawej blankowaną wieżę kamienną z otwartą bramą srebrną, a nad nią koronę otwartą złotą, po lewej postać świętego Andrzeja Apostoła Męczennika o szatach srebrnych z krzyżem skośnym złotym.